# Megaselia brevivallorum
Megaselia brevivallorum är en tvåvingeart som beskrevs av Ronald Henry Lambert Disney 2003. Megaselia brevivallorum ingår i släktet Megaselia och familjen puckelflugor. Inga underarter finns listade i Catalogue of Life.